# Géographie de la Sicile

Altimétrie de la Sicile

La Sicile est la plus grande île de la mer Méditerranée. Au nord, elle surplombe la mer Tyrrhénienne, à l'est, elle est séparée de la péninsule italienne par le détroit de Messine et est baignée par la mer Ionienne et au sud-ouest, par la mer de Sicile.
La Sicile a une forme approximativement triangulaire dont les sommets sont : le cap Peloro à Messine au sommet nord-est, cap Boeo (ou Lilibeo) à Marsala au sommet nord-ouest, et cap Passero à Portopalo au sud.

## Reliefs
| \| Etna Madonies Nébrodes Sicanes Péloritains Climiti Héréens Hybléens Plaine de Catane Mer Tyrrhénienne Mer de Sicile Mer Ionienne Îles Éoliennes Pantelleria Îles Pélages Îles Égades \| Carte topographique de la Sicile. |
| Etna Madonies Nébrodes Sicanes Péloritains Climiti Héréens Hybléens Plaine de Catane Mer Tyrrhénienne Mer de Sicile Mer Ionienne Îles Éoliennes Pantelleria Îles Pélages Îles Égades                                         |

La Sicile appartient à deux plaques tectoniques : d'une part la plaque africaine, et dans la partie nord-est à la plaque eurasienne. Le glissement de la plaque africaine qui par subduction plonge sous la plaque eurasienne a déterminé la création des reliefs montagneux de la région, ainsi que la présence de fréquentes activités sismiques d'origine à la fois tectonique et volcanique.
La Sicile est une région à prédominance vallonnée (62 % du territoire), tandis que 24 % sont montagneux et les 14 % restants sont plats (les plus grandes plaines sont la plaine de Catane et la plaine de Gela). Le relief est varié : au nord de la Sicile, il est divisé entre les monts Péloritains, Nébrodes et Madonies, qui forment ensemble les Apennins siciliens, prolongement des Apennins calabrais, tandis que les reliefs de la Sicile centrale et méridionale ne sont pas inclus dans les Apennins et sont divisés en monts Héréens, Hybléens et Climiti.
Les monts Héréens sont situées au centre de la Sicile ; sur eux s'élève, à 949 mètres d'altitude, la ville d'Enna. Les monts Iblei s'étendent par contre dans la partie sud-est de l'île, entre le consortium municipal libre de Raguse et celui de Syracuse. Dans l'ouest de la Sicile, il existe d'autres montagnes de hauteur variable, supérieure à 1 500 mètres, comme les Sicani, dont les plus hauts sommets sont le mont Cammarata de 1 578 mètres et la Rocca Busambra de 1 613 mètres, et les montagnes de Palerme, qui peuvent être considérées comme une continuation de la Madone; ils entourent la Conca d'Oro, au pied de laquelle se trouve la capitale de cette région.
Le deuxième plus haut sommet de l'île se situe dans les Madonies : le Pizzo Carbonara (1979 mètres). Le plus haut sommet est constitué par le massif de l'Etna (3340 mètres en 2011), un système complexe de volcans éteints sur lequel l'activité volcanique persiste à haute altitude.